# Rolf Christian Schulz
Rolf Christian Schulz (* 28. Oktober 1920 in Kammel bei Aussig, Tschechoslowakei; † 2010) war ein deutscher Chemiker und Hochschullehrer, der als Makromolekularforscher bekannt wurde.

## Leben und Werk
Er wurde als Sohn des Betriebsleiters einer Leimfabrik geboren.
Schulz nahm nach dem Schulabschluss ein Studium auf, das er mit der Promotion zum Dr. rer. nat. abschloss. 1957 wurde er nach erfolgter Habilitierung Privatdozent und 1963 außerplanmäßiger Professor für Organische Chemie an der Johannes Gutenberg-Universität Mainz. Von 1969 bis 1974 nahm er gleichzeitig auch eine Professur für Chemie an der Technischen Universität Darmstadt wahr. 1989 wurde er emeritiert.
Über 50 Jahre war er Mitglied der Gesellschaft Deutscher Chemiker.

## Schriften (Auswahl)
- Untersuchungen über die Struktur des Disacryls und anderer polymerer Acroleine. München 1957.